# Keith Maillard

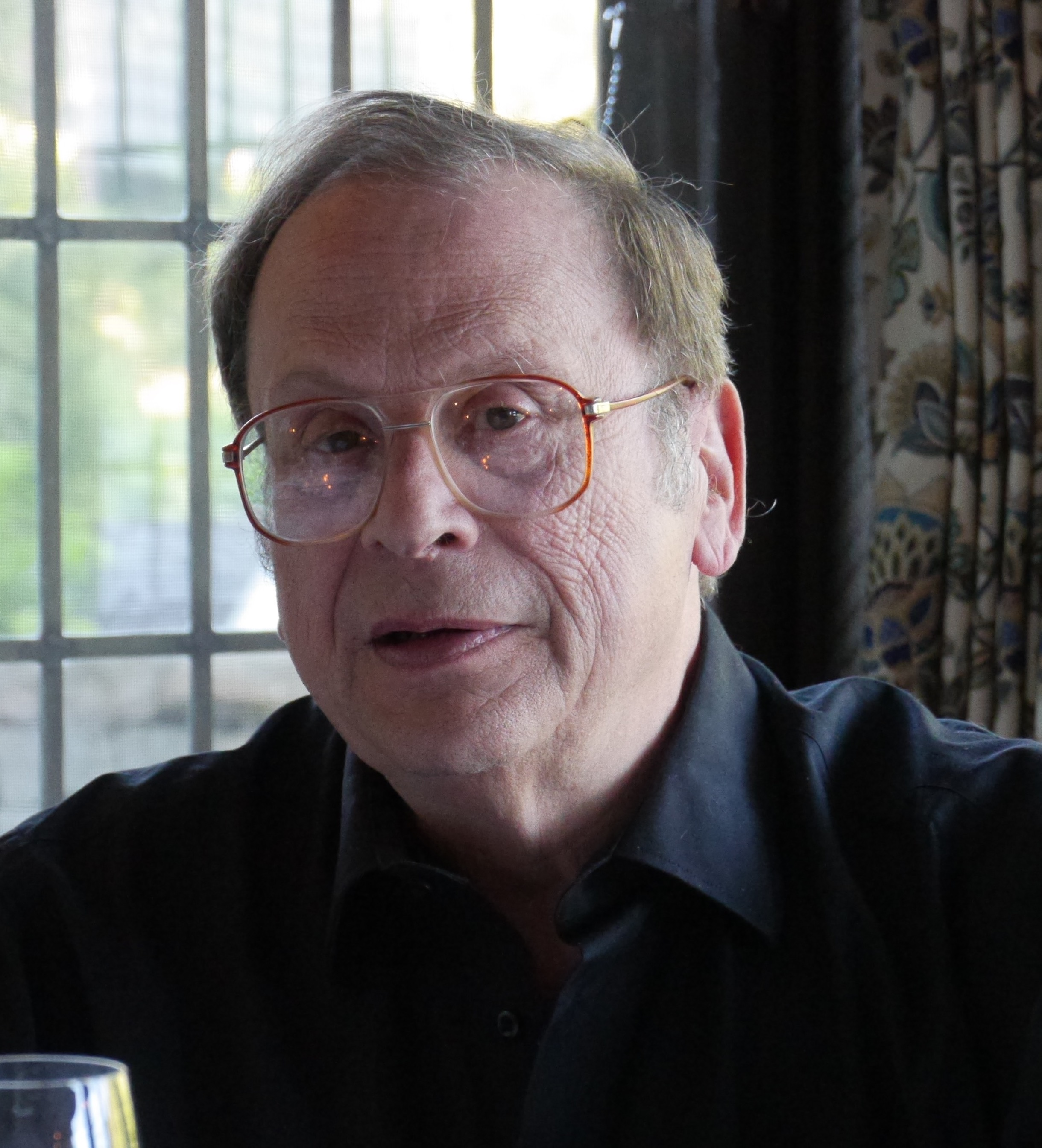
Keith Maillard

Keith Maillard (* 28. Februar 1942 in Wheeling, West Virginia) ist ein in den Vereinigten Staaten geborener kanadischer Schriftsteller und Dichter, der den Ethel Wilson Fiction Prize 1990 für seinen Roman Motet gewonnen hat.

## Leben
Keith Maillard wurde 1942 in Wheeling, West Virginia geboren und lebte bereits in seiner Jugend an verschiedenen Orten in den Vereinigten Staaten und Kanada. Zunächst besuchte er eine militärische High School und wanderte zwischen den Florida Keys, Neuengland, New York, Los Angeles, Alaska, Alberta und Nova Scotia umher. In dieser Phase arbeitete er in diversen Gelegenheitsjobs, wie beispielsweise als Schilder- bzw. Fassadenmaler, Busfahrer, Verkäufer, Folksänger, Ghostwriter oder Geflügelrupfer. Er besuchte die West Virginia University, beteiligte sich am Radioprogramm des Campus Radio (The Underground News for Boston University Radio) der Boston University und schrieb für The Free Press. Er war einer jener Antikriegsprotestler, die sich nach den Kent-State-Massaker am 4. Juli 1970, als die Nationalgarde der Vereinigten Staaten des Staates Ohio während einer Demonstration gegen den Vietnamkrieg vier Demonstranten an der Kent State University erschoss und neun schwer verletzte, einen regelrechten Burnout verspürten. Er siedelte 1970 nach Kanada über, wobei ihm ein Freund an der University of British Columbia half, und erhielt 1976 die kanadische Staatsbürgerschaft.
In den frühen 1970er Jahren arbeitete Keith Maillard freiberuflich für CBC/Radio-Canada, brachte seine Artikel bei This Country in the Morning, Five Nights und Our Native Land unter. Er war aktiv bei der Schriftstellervereinigung Kanadas (Writers’ Union of Canada), diente dem Nationalrat zwei Jahre und war einer der Mitbegründer der lokalen Schriftstellervereinigung British Columbias (Federation of BC Writers). Maillard studierte darüber hinaus Musik am Vancouver Community College, spielte irische Flöte, unterrichtete Grundlagen der Musik an der Vancouver School Board und dem Vancouver Community College. Außerdem spielt er Bassgitarre in der ersten Band des Singer-Songwriters aus Vancouver, Ferron.
Maillards erster Roman, Two Strand River, wurde 1976 veröffentlicht. Die meisten Rezensenten hatten ihre Schwierigkeiten mit dem ihrer Meinung nach merkwürdigen Buch, dessen Cross-Gender-Protagonisten sowie deren verrückten Ereignissen, aber Two Strand River erhielt bald einen gewissen Kultcharakter und das Etikett, ein moderner Klassiker des kanadischen Magischen Realismus zu sein, sodass er zweimal neu aufgelegt wurde.
Der zweite Roman, den Keith Maillard veröffentlichen konnte, war eigentlich der erste, den er jemals geschrieben hatte, aber zunächst war das Buch von 26 Verlagen abgelehnt worden. Nachdem er achtmal eingehend überarbeitet worden war, erschien er 1980 als Alex Driving South. In diesem zerstreuten, naturalistischen Stadtmärchen stellte Maillard erstmals seinen zentralen fiktiven Handlungsort vor, Raysburg, West Virginia, wo die meisten seiner Romane spielen. The Knife in My Hands folgte 1981 und der Nachfolgeroman Cutting Through 1982. Als er seinen fünften Roman zur Hälfte fertiggestellt hatte, bekam Maillard Probleme mit einer Schreibblockade.
Von 1985 bis 1988 stellte Maillard seine schriftstellerischen Fähigkeiten zurück, um Kurse für The Open Learning Institute für Universitäten und die Erwachsenenbildung zu entwerfen. Sein fünfter Roman, Motet, erschien 1989 und gewann 1990 den zu den BC Book Prizes gehörenden Ethel Wilson Fiction Prize.
Nachdem er saisonal als Dozent sowohl an der University of British Columbia als auch an der Simon Fraser University unterrichtet hatte, bot man ihm 1989 eine feste Stelle an der University of British Columbia im Rahmen der Abteilung für Kreatives Schreiben an, wo er alle Genres bis auf das Drama unterrichtete. Maillard arbeitete zehn Jahre als beratender Herausgeber für PRISM international. Gegenwärtig hat er eine Vollprofessor inne, ist stellvertretender Vorstand der Abteilung, und hat sich auf Fiction und Lyrik spezialisiert.
In seiner Zeit an der University of British Columbia begann Maillard mit dem, was er selbst als sein Hauptwerk betrachtet: der so genannten „Rayburg Serie“. Das von Georgia Straight als „kleines Meisterwerk“ bezeichnete Light in the Company of Woman wurde 1993 veröffentlicht und stand auf der Shortlist für den Ethel Wilson Fiction Prize. Diesem Roman folgte 1995 Hazard Zones, das auf der Liste des Toronto Stars der besten kanadischen Romane des Jahres und auf der Shortlist des Commonwealth Writers’ Prize stand. Des Weiteren kehrte der Schriftsteller zu seiner ersten großen Liebe, der Dichtkunst, zurück und veröffentlichte Dementia American, das 1994 den Gerald Lampert Award für den besten Gedichtband gewinnen konnte. The Clarinet Polka stand 2003 auf der Auswahlliste der kanadischen Buchhändler, die Filmrechte daran wurden vom Filmemacher Liz Friedlander erworben.
2004 kehrte Keith Maillard zu dem Rohmaterial zurück, das er zunächst in The Knife in My Hands und Cutting Trough veröffentlicht hatte, schrieb den Stoff neu und formte daraus Difficulty at the Beginning Quartet, das zwischen September 2005 und 2006 in vier Bänden erschien. Die in Toronto erscheinende The Globe and Mail wählte Difficulty at the Beginning Quartet als eines der besten Bücher 2006 aus und nannte es „a work of terrible beauty and grace, a masterpiece fit to contend with the best novels of the last century.“
2011 publizierte Maillard zwei Ausschnitte seiner noch unveröffentlichten Memoiren, Fatherless, in Numéro Cinq: Kilroy, a Writer's Childhood und Richland.
Maillards Werke beschäftigen sich häufig mit dem Thema der Geschlechtsfluidität. In einem Interview sagte Maillard 2018: "Man kann keinen Begriff auf sich selbst anwenden, der nicht kulturell verfügbar ist. Ich würde mich jetzt nichtbinär nennen."
Keith Maillard lebt gegenwärtig im Westen Vancouvers.

## Werk
Prosa und Lyrik
- 1976: Two Strand River (Press Porcepic) ISBN 0-88878-088-5
  - 1996 Neuauflage: Two Strand River (HarperCollins) ISBN 0-00-648143-4
- 1980: Alex Driving South (Dial) ISBN 0-8037-0196-9
  - 1983: Neuauflage: Alex Driving South (General Publishing) ISBN 0-7736-7045-9
- 1981: The Knife in my Hands (General) ISBN 0-7737-0057-9
- 1982: Cutting Through (Stoddart) ISBN 0-7737-2003-0
- 1989: Motet (Random House) ISBN 0-394-22028-5
  - 1997 Neuauflage: Motet (HarperCollins) ISBN 0-00-648163-9
- 1993: Light in the Company of Women (HarperCollins) ISBN 0-00-223894-2
- 1994: Dementia Americana, poems (Ronsdale/Cacanadadada) ISBN 0-921870-28-0
- 1995: Hazard Zones (Harper Perennial) ISBN 0-00-224397-0
- 1999: Gloria (Harper Flamingo) ISBN 0-00-648175-2
  - 2000: Neuauflage: Gloria (Soho Press) ISBN 978-1-56947-206-4[5]
  - 2001: Neuauflage: Gloria (HarperFlamingo) ISBN 978-0-00-648175-1
- 2002: The Clarinet Polka (Thomas Allen) ISBN 0-88762-100-7[6]
  - 2003: Neuauflage: The Clarinet Polka (St. Martin’s Press) ISBN 0-312-30889-2
  - 2004: Neuauflage: The Clarinet Polka (St. Martin’s Griffin) ISBN 978-0-312-30890-2
- 2005: Running (Brindle & Glass) ISBN 1-897142-06-4[7]
- 2006: Morgantown (Brindle & Glass) ISBN 1-897142-07-2
- 2006: Lyndon Johnson and the Majorettes (Brindle & Glass) ISBN 1-897142-08-0
- 2006: Looking Good (Brindle & Glass) ISBN 1-897142-09-9

Anthologien
- 1985: Vancouver Fiction. David Watmough, ed., Winlaw, B.C., (Polestar Press) ISBN 978-0-919591-05-9
- 1986: Magic Realism and Canadian Literature: Essays and Stories, Proceedings of the Conference on Magic Realist Writing in Canada. University of Waterloo/Wilfrid Laurier University, Mai 1985; Peter und Ed Jewinski, eds. (University of Waterloo Press) ISBN 978-0-88898-065-6
- 1999: New Expansive Poetry. R.S. Gwynn, ed., Ashland, Oregon, (Story Line Press) ISBN 978-1-885266-69-9
- 2005: Wild Sweet Notes II: More Great Poetry From West Virginia. (Publishers Place) ISBN 978-0-9744785-2-4
- 2008: The Best of Canadian Poetry in English, 2008. Stephanie Bolster and Molly Peacock, eds., (Tightrope Books) ISBN 978-0-9783351-7-5
- 2008: Crossing Lines: Poets Who Came to Canada in the Vietnam War. Allan Briesmaster and Steven Michael Berzensky, eds., (Seraphim Editions) ISBN 978-0-9808879-1-4

## Auszeichnungen und Nominierungen
- 1990: Ethel Wilson Fiction Prize, Motet
- 1994: Shortlist, Ethel Wilson Fiction Prize, Light in the Company of Women
- 1995: Gerald Lampert Award, Dementia Americana
- 1996: Shortlist, Commonwealth Writers’ Prize, Hazard Zones
- 1999: Governor General’s Awards: fiction finalist, Gloria
- 2004: West Virginia Library Association Literary Merit Award
- 2005: Gewinner, Polish American Historical Association Creative Arts Prize, The Clarinet Polka
- 2005: Shortlist, Weatherford Award, Running
- 2006: Shortlist, ReLit Awards, Looking Good
- 2006: Shortlist, Weatherford Award, Morgantown
- 2006: Shortlist, Weatherford Award, Lyndon Johnston and the Majorettes

## Rezeption
„Despite having left his home state for Canada nearly a quarter of a century ago, Keith Maillard remains one of the major chroniclers of life in the Mountain State. His Raysburg series spans nearly a century, each book taking on the style and character of its time period. Commenting on Difficulty at the Beginning, Natalee Caple remarked "Keith Maillard has constructed a credible world in Raysburg, through which the reader gleans new insights into the politics, pretences, and possibilities of both the recent past and the disturbing present".“ – „Auch wenn er seinen Heimatstaat für Kanada bald ein Vierteljahrhundert verlassen hat, bleibt Keith Maillard einer Hauptchronisten West Virginias. Seine Raysburg-Serie umspannt nahezu ein Jahrhundert, jedes Buch übernimmt den Stil und den Charakter seiner Zeitperiode. Im Kommentar zu Difficulty at the Beginning merkte Natalle Caple an: "Keith Maillard hat eine glaubhafte Welt von Raysburg kreiert, durch die seine Lese neue Einsichten in die Politik und Möglichkeiten der letzten zwei Jahrhunderte.“